# انجمن ستاره شرق
انجمن ستارهٔ شرق (به انگلیسی: Order of the Eastern Star) یک لُژ فراماسونری است که در دهه ۱۸۵۰ میلادی به دست یک فراماسون بالارتبه آمریکایی به نام باب موریس طراحی شد. این انجمن که در سال ۱۹۷۳ بعنوان یکی از زیرگروه‌ها و لُژهای فراماسونری، از سوی انجمن فراماسونری به رسمیت شناخته شد.

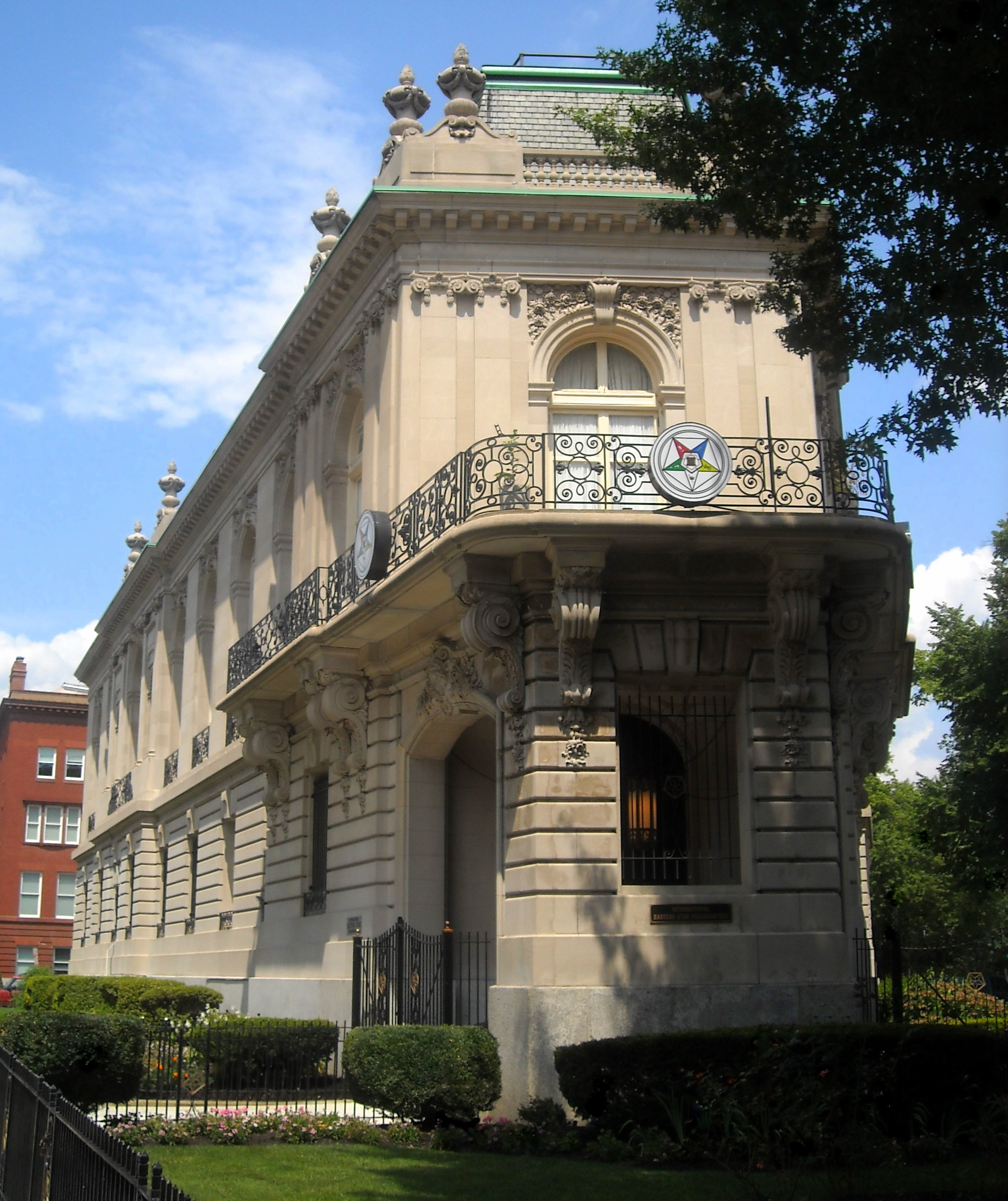
نماد لژ ستاره شرق بر روی یک لُژ فراماسونری دیده می‌شود

اگرچه این انجمن بر پایهٔ تورات بنا شده ولی به روی همهٔ پیروان ادیان باز است تا با این روش بتواند نیروهای جدیدی جذب کند. این لُژ در بیست کشور جهان فعال است و بیش از ۵۰۰هزار عضو دارد.

## تاریخچه
باب موریس در دهه ۱۸۵۰ میلادی در شهر ریچلند ایالت می‌سی‌سی‌پی آمریکا، در مدرسه فراماسونری یوریکا این انجمن را بنیانگذاری کرد. سپس به سرزمین اسرائیل سفر کرد و ریاست انجمن را به رابرت مک‌کوی سپرد که او نیز فراماسون بالارتبه‌ای بود. مک‌کوی نیز یک مراسم مذهبی برای این لژ بنیانگذاری کرد. در سال ۱۸۷۴ فصل یکم کتاب استر بعنوان اولین بخش نیایش این لژ برگزیده شد و برای اولین بار توسط تورنتون اندرو جکسون در واشینگتن دی سی برپا شد.

## ویژگی‌های نماد
نماد لُژ ستاره شرق یک ستاره پنج‌پر است که پر سفید آن رو به پایین قرار دارد. در مرکز آن یک پنتاگون (پنج‌بر) و دور این پنج‌بر واژهٔ FATAL با تلفظ فِیتِل به معنی مرگبار نوشته شده‌است. از آنجایی که کارهای فراماسونرها پررمز و راز است، این واژه را مخفف عبارت Fairest Among Thousands, Altogether Lovely معرفی کرده‌اند که ترجمهٔ آن چنین است: منصفانه‌ترین در میان هزاران؛ درمجموع دوست‌داشتنی! و ادعا می‌شود که اشاره به غزل غزل‌های سلیمان دارد.